# Lina Volonghi
Lina Volonghi, de son vrai nom  Giuseppina Angela Volonghi, née à Gênes le 4 septembre 1916et morte à Milan le 24 février 1991, est une actrice italienne.

## Biographie
Giuseppina Angela Volonghi, espoir de la natation dans sa jeunesse, commence une carrière d'actrice au théâtre en 1933 dans la comédie I manezzi pe' majâ na figgia, dans la compagnie de Gilberto Govi. Après six ans, elle quitte la troupe de Govi et s'installe à Rome où elle rejoint la compagnie de théâtre d'Anton Giulio Bragaglia. Au cours de ces années, elle est appréciée par la critique pour sa polyvalence dans les rôles comiques et dramatiques. Par la suite, elle travaille avec Luchino Visconti, Giorgio Strehler et Luigi Squarzina, entre autres. Également active au cinéma, à la radio et à la télévision, elle prend sa retraite en 1986, à la suite d'une crise cardiaque.
Lina Volonghi a été mariée à l'acteur Carlo Cataneo.

## Filmographie partielle
- 1955 :
  - La Belle de Rome : (La bella di Roma) de Luigi Comencini
  - Io piaccio
- 1961 : Une vie difficile  (Una vita difficile) de Dino Risi
- 1975 : La Femme du dimanche (La donna della domenica) de Luigi Comencini
- 1977 : Cara sposa de Pasquale Festa Campanile
- 1981 : Nessuno è perfetto
- 1984 : La Septième Cible de Claude Pinoteau